# 動詞型
動詞型（どうしけい、英: verb pattern）は、動詞の用法（主に前後の語順）を定めた文法的なルール、あるいは転成する語の動詞としての用法である。

## 文型と動詞型
英語の文型は動詞型に支配されるなど、英語においては文型とほぼ同じ意味であるが、本来的には別の概念である。
歴史的には、日本語教育において「文型」が登場し、それがC.T.Onionsや細江、来日したH.E.Palmerらによって27動詞型となり、戦後、基本5文型となった。